# Alliance to feed the future
L'« Alliance to feed the future » (AFF) est une « organisation-ombrelle » de plus de 50 groupes industriels et commerciaux couvrant tous les secteurs de la chaîne de valeur du secteur alimentaire (agroalimentaire notamment). Cette alliance est chapeautée et coordonnée par l'International Food Information Council (IFIC).
L'expression Alliance to feed the future peut être traduite comme Alliance pour nourrir l'avenir) 

## Objectifs
L'« Alliance to feed the future » (AFF) se présente comme créée pour mettre en avant « les avantages que notre système alimentaire moderne et efficace offre aux consommateurs et à la société » ; pour « expliquer aux médias et aux consommateurs comment les aliments sont produits ». Selon Meat + Poultry, l'AFF est destinée à coordonner ses membres pour qu'ils racontent tous « une histoire précise de la production alimentaire moderne ». Selon Dave Schmidt (PDG de l'IFIC (qui coordonner l'AFF) : « Plus les consommateurs comprennent comment leurs aliments sont produits, plus ils peuvent apprécier le rôle que joue l'agriculture moderne dans la fourniture d'aliments sûrs, abordables et nutritifs (...) L'Alliance sera un centre d'échange de ressources pour accroître la compréhension des consommateurs de ce rôle ». Selon son site internet, l'AFF veut « Multiplier l'impact d'efforts distincts qui renforcent la compréhension des problèmes technologiques et de production alimentaire parmi les principales parties prenantes pour équilibrer le dialogue public sur l'agriculture moderne et la production alimentaire à grande échelle ».

### Promotion de OGM auprès des écoliers
Des documents internes obtenus via la justice par l'US Right to Know (USRTK), montrent que l'AFF a été utilisée par un autre organisme de lobbying (l'International Food Information Council ou IFIC) pour coordonner 130 acteurs divers afin de promouvoir aux États-Unis les OGM auprès des enfants, dans les écoles, en apportant aux enseignants et aux élèves, des messages et outils pédagogiques destinés à « améliorer la compréhension » des aliments génétiquement modifiés.
Parmi les grands acteurs mobilisés par l'AFF dans cette opération figuraient : l'American Council on Science and Health, le Calorie Control Council, le Center for Food Integrity (anciennement Grow America Project) et The Nature Conservancy.
En se justifiant de ces acteurs , l'AFF a apporté des programmes éducatifs gratuits visant à apprendre aux élèves à eux-mêmes promouvoir auprès de leurs parents ou d'autres personnes les aliments génétiquement modifiés. Deux de ces outils dits « pédagogiques »  étaient :
- “The Science of Feeding the World” (La science de l'alimentation du monde), offert aux enseignants de la maternelle à la 8e année ;
- “Bringing Biotechnology to Life” (Donner vie à la biotechnologie), destinés aux adolescents (élèves de la 7e à la 10e année), diffusé par l'American Farm Bureau Foundation for Agriculture en partenariat avec la fondation de l'International Information Council[3].

L'AFF, appuyant les messages des services de relations publiques de l'IFIC a contribué à servir les intérêts d'une partie de l'industrie agroalimentaire soutenant en Amérique du Nord la diffusion d'aliments transgéniques, dont en diffusant des messages trompeurs. Ainsi, un courriel du 25 avril 2012, co-signé par D. Schmidtintitulé CA Labeling Opposition Initiative, diffusé aux 130 membres de l'AFF  « au nom de la Grocery Manufacturers Association » (elle même membre de l'Alliance) inviter les membres de l'alliance à s'informer sur la campagne d'opposition « à la proposition de vote californienne qui interdirait effectivement la vente de dizaines de milliers de produits d'épicerie en Californie à moins qu'ils ne contiennent des étiquettes et des emballages spéciaux indiquant qu'ils contiennent des ingrédients issus de la biotechnologie moderne ». Le courriel précisait que « Bien que l'Alliance to Feed the Future ne puisse pas prendre position sur les mesures de vote, nous savons que beaucoup d'entre vous ont suivi de près cette initiative californienne et ont demandé comment obtenir plus d'informations ou s'impliquer. Vous pouvez visiter le site Web de la campagne d'opposition à www.stopcostlyfoodlabeling.com ou contacter Shery Yang au (916.443.0872) ».

## Critiques
Selon l'ONG SourceWatch, cette alliance regroupe de nombreuses entités commerciales de l'industrie alimentaire (incluant des organismes de façade qui sont des organes de lobbying au service de multinationales de l'agroalimentaire et grands groupes de l'industrie alimentaire) ainsi que quelques entités académiques qui souhaitent via l'AFF coordonner leurs efforts visant à influencer l'opinion publique quant à l'intérêt du système alimentaire actuel.
Selon le Center for Food Safety, l'AFF est l'un des « exemples de la manière dont divers groupes commerciaux peuvent se rassembler sous la cause commune de la promotion de la propagande », en utilisant diverses méthodes d'influence de l'opinion publique, dont en passant par les enfants, via des modules d'enseignement que l'organisation promeut dans les écoles élémentaires et intermédiaires. l'AFF organise aussi des panels sur « La sécurité alimentaire permise par l'agriculture moderne ».